# جيك تايلور
جيك تايلور (بالإنجليزية: Jake Taylor) (1 ديسمبر 1991 بأسكوت في المملكة المتحدة - ) هو لاعب كرة قدم بريطاني في مركز الوسط. شارك مع منتخب ويلز تحت 17 سنة لكرة القدم ومنتخب ويلز تحت 19 سنة لكرة القدم ومنتخب ويلز تحت 21 سنة لكرة القدم ومنتخب ويلز لكرة القدم. أما مع النوادي، فقد لعب مع نادي إكزتر سيتي ونادي ريدنغ ونادي كرولي تاون ونادي ليتون أورينت ونادي ماذرويل ونادي ألدرشوت تاون ونادي تشيلتنهام تاون لكرة القدم.

## مسيرته الكروية
لعب جيك تايلور خلال مسيرته الاحترافية مع 7 أندية في أربعة عشر موسمًا وسجل خلالها 27 هدفًا ضمن 268 مباراة. ولم يفز بأي موسم بالكأس أو بالدوري.
خاض جيك تايلور مسيرته مع نادي ريدنغ في موسم 2010–11 في المرة الأولى لمدة موسم واحد ثم في موسم 2013–14 ولمدة موسمين، مشاركًا طوالها في 31 مباراة سجل خلالها هدفين. ثم انتقل إلى نادي إكزتر سيتي في موسم 2011–12 في المرة الأولى لمدة موسم واحد ثم في موسم 2015–16 ليلعب معه خمسة مواسم، حيث شارك طوالها في 212 مباراة سجل خلالها 24 هدفًا. لينتقل بعدها إلى نادي كرولي تاون في موسم 2012–13 لمدة موسم واحد، مشاركًا في 4 مباريات ولم يسجل أي هدف. ثم انتقل إلى نادي ليتون أورينت في موسم 2014–15 لمدة موسم واحد، مشاركًا في 3 مباريات ولم يسجل أي هدف أيضًا.

## وصلات خارجية
- جيك تايلور على موقع الاتحاد الأوربي (الإنجليزية)
- جيك تايلور على موقع قاعدة بيانات كرة القدم.إي يو (الإنجليزية)
- جيك تايلور على موقع ناشيونال فوتبول تيمز (الإنجليزية)
- جيك تايلور على موقع Soccerbase.com (لاعب) (الإنجليزية)
- جيك تايلور على موقع Soccerway.com (الإنجليزية)